# Gabriel Montesinos
Gabriel Montesinos fue alcalde de Badajoz por el PSOE entre 1991 y 1995. Tomaría posesión de su cargo el 30 de diciembre de 1991, con ocasión de la dimisión presentada por su antecesor, Manuel Rojas Torres.
| Predecesor: Manuel Rojas Torres | Alcalde de Badajoz 1991-1995 | Sucesor: Miguel Ángel Celdran Matute |

- Datos: Q5873462